# Quentin Davies
Quentin Davies   (Oxford, 29 de maig de 1944 - 13 de gener de 2025) va ser un polític anglès del Partit Laborista i diputat del Parlament del Regne Unit per Grantham i Stamford. Va abandonar del Partit Conservador al 26 de juny del 2007.

## Biografia
Quentin Davies va néixer a Oxford. Es va llicenciar en història el 1966 a la Universitat Harvard. A l'acabar la carrera, entrà al servei diplomàtic. El 1969 va esdevenir Secretari Segon de l'Ambaixada britànica de Moscú. El 1972 va tornar a Londres com a Secretari del Foreign Office.
El 1974 deixà el servei diplomàtic per treballar a la banca privada. El 1978 va aconseguir esdevenir president de la seva empresa (Morgan Grenfell) a França. ell continuà de consultor per Morgan Grenfell fins al 1993.
El 1987 va aconseguir ser elegit diputat a la Cambra dels Comuns del Regne Unit, al seient de Stamford i Spalding com a membre del Partit Conservador. El 1997 va passar a ser el representant de Grantham i Stamford. Al Parlament, va treballar en el Comitè del Tresor i en Defensa. En el Partit Conservador va estar en molts càrrecs fins que el 2007 va passar al Partit Laborista. Amb Gordon Brown com a Primer Ministre del Regne Unit, es va passar al Partit Laborista . A l'octubre del 2008, Davies va ser promogut en el govern i esdevingué Sots-secretari d'Estat i Ministre d'Estat per la Defensa, l'Equipament i el Suport del Ministeri de Defensa.